# Kasimir Wedig von Bonin
Kasimir Wedig von Bonin, auch Casimir Wedigo von Bonin, (* 1. Mai 1691 in Karzin; † 12. September 1752 in Landsberg/Warthe) war ein preußischer Generalleutnant.

## Leben

### Herkunft
Kasimir Wedig von Bonin war ein Abkömmling der pommerschen Familie Bonin. Sein Vater war Christoph Ulrich von Bonin (~ 6. August 1654, † 10. Dezember 1700), Herr auf Karzin, Amtshauptmann zu Bublitz, kurbrandenburgischer Landkammerrat, kurbrandenburgischer Rittmeister a. D. im Regiment von Flemming zu Pferde. Seine Mutter war Magdalene von Bonin, geborene von Puttkamer aus dem Hause Treblin (* 15. März 1659 zu Treblin, † 15. Dezember 1692 zu Karzin). Anselm Christoph von Bonin (1685–1755) und Ulrich Bogislaus von Bonin (1682–1752) waren seine Brüder.

### Militärischer Werdegang
Bonin begann seine militärische Laufbahn als Reitpage des Markgrafen Albrecht Friedrich von Brandenburg. Im Juni 1713 trat er als Leutnant in das Infanterieregiment „Markgraf Albrecht“ ein und wurde nach dem Feldzug gegen Schweden zum Regiment „Markgraf Albrecht“ zu Pferde versetzt. 1718 wurde er Rittmeister und Kompagniechef.
Am 4. Januar 1738 wurde er Oberst und Kommandant des Kürassierregiments „Alt Waldow“. Ab 1740 war er an Feldzügen in Schlesien, Böhmen und Sachsen beteiligt. Am 3. Januar 1743 wurde er Regimentschef des Dragonerregiments Nr. 4 und am 25. Mai 1743 zum Generalmajor befördert. Während des Zweiten Schlesischen Krieges zeichnete er sich 1745 in der Schlacht bei Hohenfriedberg sowie in der Schlacht bei Kesselsdorf besonders aus. Am 24. Mai 1747 wurde er zum Generalleutnant der Kavallerie ernannt. Im Dezember 1748 erhielt er für seine militärischen Verdienste den Schwarzen Adlerorden.
In Landsberg genoss Bonin eine besondere Verehrung. 1750 von der Schützengilde zu ihrem König proklamiert, nahm er diese Würde jedoch nicht an, sondern stiftete der Gilde ein golddurchwirktes gelbes Seidenband für den jeweiligen Schützenkönig. 1752 beschaffte die Gilde ein Leichentuch aus schwarzem Samt und zehn Mäntel für die Begleiter des Leichenwagens. Der am 12. September 1752 unverheiratet gestorbene General Bonin war der Erste, der mit diesem Schmuck zu Grabe geleitet wurde.